# 苯甲酸雌二醇/戊酸雌二醇/乙酸炔诺酮/庚酸睾酮
苯甲酸雌二醇/戊酸雌二醇/乙酸炔诺酮/庚酸睾酮，缩写为EB/EV/NETA/TE，以商品名Ablacton出售，是一种注射用複方藥物，含有苯甲酸雌二醇（EB）、戊酸雌二醇（EV）、乙酸炔诺酮（NETA）和庚酸睾酮（TE），已用于抑制女性泌乳。它含有5毫克的EB、8毫克的EV、20毫克的NETA 和180毫克的TE油溶液，以安瓿形式提供。它在分娩后作为单次肌肉注射给药。该药物由先灵公司生产，此前曾在意大利和西班牙销售，但现已不再销售。